# Iapa, Maramureș
Iapa (în maghiară Kabolapatak) este o localitate componentă a municipiului Sighetu Marmației din județul Maramureș, Transilvania, România.

## Istoric
Prima atestare documentară: 1406 (Kabalapathaka). 

## Etimologie
Etimologia numelui localității: din n. top. Valea Iepei < Iapa (< subst. iapă). 

## Date geografice
Satul este situat în partea sud-vestică a municipiului Sighetu Marmației, la o distanță de 3 km de acesta. Este așezat în lungul unui pârâu numit Valea Hotarului, pe o lungime de cca. 6 km, forma de relief dominantă este dealul.

## Demografie
Populația este de cca. 2.700 locuitori, ocupația principală fiind creșterea animalelor și pomicultura.
La recensământul din 2011, populația era de 1.292 locuitori. 

## Personalități
- Ghermano Vida, arhimandrit.
- Oniga Teodor, inginer.